# Knut Larsson
Se även Knut Larsson (serieskapare), född 1972.
Lars Johan Knut Larsson (i riksdagen kallad Larsson i Borgviksbruk, senare Larsson i Kyrkebyn), född 5 augusti 1857 i Väse församling, död 7 augusti 1919 i Eds församling, var en svensk militär och riksdagsman. 

## Biografi
Larsson var volontär 1874. Efter studentexamen i Karlstad 1876 och studier vid Högre artilleriläroverket vid Marieberg 1876–1877 blev han underlöjtnant vid Värmlands regemente 1877, löjtnant 1885, kapten 1898 och tog majors avsked 1907. 1879 till 1881 verkade han som gymnastiklärare vid Kristinehamns läroverk och blev sedan anställd vid Falkenbergs ångsåg 1881 till 1885. 1886 blev han förvaltare på Longs fideikommiss, en tjänst han behöll till 1900.

### Riksdagsman
Larsson var ledamot av riksdagens första kammare 1909 till 1919 (hans sista riksdag bevistad var Lagtima riksdagen 1919), invald i Värmlands läns valkrets. Partipolitiskt tillhörde han 1909 Första kammarens protektionistiska parti, 1910 till 1911 det förenade högerpartiet och från 1912 till 1919 Första kammarens nationella parti

### Familj
Larsson var son till godsägaren Lars Petter Larsson och Anna Lisa Carlsson. Han gifte sig 1886 med Johanna Elisabeth Theresia (Therese) Lyrholm (född 1863 i Vitsands församling, död 1940 i Karlstads lasarett men kyrkobokförd i Eds församling), som var dotter till Hugo Rudolf Lyrholm och Maria Catharina Carlsson. Paret Larsson fick sju barn: Astrid, 1887-1952 (g Göthe); Harriet, 1889-1950 (g Berghult); Knut, 1891-1970; Knut Torsten, 1893-1969, vilka båda upptog moderns släktnamn; Ester, 1897-1927 (g Jonsson; barnen antog namnet Lyrenberg); Elsa, 1897-1964 (g Wikström); Margit, 1899-1997 (gift med Johan Hagander).